# (5946) Hrozný
(5946) Hrozný ist ein Asteroid des Hauptgürtels, der am 28. Oktober 1984 vom tschechischen Astronomen Antonín Mrkos am Kleť-Observatorium (IAU-Code 046) in der Nähe der Stadt Český Krumlov entdeckt wurde.
Der Himmelskörper wurde am 24. Januar 2000 nach dem tschechischen Sprachwissenschaftler und Altorientalisten Bedřich Hrozný (1879–1952) benannt, der das Hethitische, die Schriftsprache der Hethiter entzifferte und Grundsteine zur Erforschung von deren Sprache und Geschichte legte.